# Jeanne (micro-parti)
Ne doit pas être confondu avec Comités Jeanne.
Jeanne est un micro-parti politique créé en 2010 par des proches de Marine Le Pen. Le nom de cette dernière n'apparaît pas dans l'organigramme de Jeanne ; toutefois ses comptes sont consolidés dans ceux du Rassemblement national depuis au moins 2020. 
L'association a pour objet « de définir et de promouvoir les conditions d'une nouvelle offre politique. Elle regroupe toutes celles et tous ceux qui veulent participer au redressement de la France. » La structure, pratiquement sans militant, a d'abord une fonction financière. Elle constitue un relais entre les candidats du Front national et des prestataires spécialisés en événementiel et communication politique. 
À la suite d'un signalement de la Commission nationale des comptes de campagne et des financements politiques, une information judiciaire est ouverte en avril 2014. L'information aboutit, en 2015, à plusieurs mises en examen concernant les trésoriers de l'association Jeanne et le principal prestataire de service. Le 5 octobre 2016, les juges d'instruction, suivant presque totalement les réquisitions du parquet de Paris, décident du renvoi devant le tribunal correctionnel de dix personnes physiques ou morales. Le procès se tient du 6 au 29 novembre 2019, le jugement est rendu le 16 juin 2020.
Le statut d'association est contesté par l'administration fiscale qui a engagé une procédure de redressement.

## Présentation

### Origine
Le 9 novembre 2010, des proches de Marine Le Pen ont déposé les statuts d'une formation politique baptisée Jeanne,, en l’honneur de la pucelle d’Orléans. Selon une enquête de Mediapart ce nouveau parti doit « mettre fin à la mainmise de son père, qui n'a jamais cédé les rênes de son association de financement, Cotelec ».
Ce parti est pratiquement sans militant et n'organise pas de réunions publiques. Sa fonction est purement financière. Son siège est actuellement situé au 27 rue des Vignes dans le 16e arrondissement de Paris après avoir quitté en juillet 2014, le 111 avenue Victor Hugo toujours dans le 16e arrondissement. Les locaux rue des Vignes sont loués par Frédéric Chatillon, un proche de Marine Le Pen, pour un loyer de 1 440 euros. Ce dernier met aussi gratuitement à disposition du parti des permanents pour faire fonctionner la structure,.

### Direction
Florence Lagarde est présidente de Jeanne depuis sa création et le mandataire financier est Steeve Briois. 
Entre 2010 et mars 2012, le trésorier de Jeanne est Olivier Duguet. Axel Loustau lui succède à ce poste. Cet ancien membre du GUD, associé de Frédéric Chatillon au sein de l'agence de communication Riwal, est aussi dirigeant de la société Vendome Sécurité — activités de sécurité privée — et à l'initiative d’un « cercle frontiste, Cardinal », qui doit rassembler les responsables de PME-PMI. Axel Loustau quitte ses fonctions en 2022.
Le nom de Marine Le Pen n'apparaît nullement dans l'organigramme de Jeanne,. Steeve Briois infirme d'ailleurs que Jeanne soit le micro-parti de Marine Le Pen, alors que Wallerand de Saint-Just reconnaît un lien : « Oui, Marine Le Pen a créé son propre micro-parti. […] Il lui fallait une structure qui ne soit pas contrôlée par le FN pour recueillir des dons et des prêts des copains, des relations, de tous ceux qui ne veulent pas donner au FN ».
De même, Jean-Michel Dubois est sur la position identique d'un parti qui soutient Marine Le Pen. Pour le journaliste Olivier Toscer de L'Obs, après trois mois d'enquête, « il s'agit d'une filière destinée à financer Marine Le Pen elle-même, plutôt que son parti » le Front national.
Jean-François Jalkh, vice-président et responsable des questions juridiques au sein du FN, est le secrétaire-général de Jeanne.

## Finances
Les comptes du micro-parti sont consolidés dans ceux du Rassemblement national, selon la déclaration devant la justice en 2020  de Jean-François Jalkh, l’un des dirigeants du RN, à l'occasion de l'affaire Jeanne. 

### Recettes
En 2011, les recettes de Jeanne sont de 1,98 million d'euros, avec 180 euros de cotisation et 11 500 euros de dons.
En 2012, les recettes de Jeanne sont de 9,5 millions d'euros. C'est donc, à ce titre, le quatrième plus important parti en France juste derrière le Parti socialiste (63,4 millions), l’Union pour un mouvement populaire (58,3 millions) et le Parti communiste français (36,6 millions). Les dons de particuliers se sont élevés à 5 500 euros, et les cotisations d'adhérents à hauteur de 150 euros.

### Dépenses
Selon le quotidien Le Monde, les frais de fonctionnement de Jeanne sont peu élevés, environ 5 000 euros annuels de salaires en 2013, aucuns frais de loyer en 2013 (271 euros en 2012) et quelques milliers d'euros en frais de déplacements. Les postes de dépenses significatifs sont pour la « propagande et communication », avec plus de 8 millions d'euros en 2012, lors de la campagne de Marine Le Pen, et 630 000 euros en 2013. Enfin en 2012, 730 000 euros sont consacrés à diverses charges comme la location de salles ou l'achat de matériel.

### Pertes
Toujours selon le quotidien Le Monde, Jeanne affiche des pertes significatives, à savoir 37 000 euros en 2011, 103 000 euros en 2012, 292 000 euros en 2013. L'explication serait dans le versement de 500 000 euros par an dans ses « dotations aux amortissements et provisions », une ligne budgétaire ayant pour vocation d'anticiper les dépenses futures. Une des hypothèses retenue serait la constitution d'un « magot » pour la prochaine campagne à l'élection présidentielle de 2017, où Marine Le Pen serait candidate.

### Vérification des comptes
Deux journalistes de Rue89 affirment que les comptes de Jeanne ont été vérifiés par des proches du FN, ce qui est contraire au code de déontologie des commissaires aux comptes. En 2013, Mediapart indique qu'un des commissaires aux comptes, Nicolas Crochet, candidat frontiste en 1992, a certifié les comptes de Jeanne alors qu'il était conseiller de Marine Le Pen et recevait 59 800 euros à ce titre. Le second commissaire, Benoît Rigolot, aurait travaillé pour Jeanne de 2011 à 2013. En 2009, il a créé une société d’experts-comptables avec Olivier Duguet (trésorier de Jeanne de 2010 à mars 2012). Les deux experts concernés réfutent ces allégations de conflit d'intérêts.

### Redressement fiscal
L'administration fiscale, qui conteste au micro-parti son statut d'association, a requalifié Jeanne en société commerciale. Le fisc a engagé, depuis décembre 2015, une procédure de redressement fiscal. Axel Lousteau confirme l'information révélée dans les comptes publiés par la 
Commission nationale des comptes de campagne et des financements politiques (CNCCFP), et assure suivre « le parcours classique d’un contribuable français qui est en contentieux avec l’administration ».

## Activités
Pour François Logerot, président de la Commission nationale des comptes de campagne et des financements politiques (CNCCFP), Jeanne ne ressemble pas aux 431 autres partis politiques recensés à l'époque. Elle ne permet que de financer la campagne des candidats frontistes avec l'octroi de prêts. Le principal et les intérêts sont ensuite récupérés par Jeanne après l'élection — les candidats ayant dépassé les 5 % de suffrages exprimés sont remboursés de leurs frais de campagne par l'État.

### Prêts financiers
Pour les élections cantonales de 2011, Jeanne a prêté 1,4 million d'euros aux 500 candidats du Front national. En 2015, Jeanne a prêté 7,4 millions d'euros aux candidats frontistes, récupérant après les élections les prêts et 624 000 euros d'intérêts.

### Matériel de campagne
Lors des élections cantonales de 2011, un matériel de campagne — un kit — est proposé aux candidats du Front national. Celui-ci comprend des affiches, un site internet, des journaux de communication et des tracts personnalisés pour chaque candidat.

## Liens avec le GUD
Pour Le Monde, les témoignages apportés au cours de nombreuses enquêtes ne laissent pas de place au doute et, même si le nom de Marine Le Pen n'apparaît nulle part dans les statuts de Jeanne, le micro-parti est la « machine de guerre » de la présidente du FN pour la campagne présidentielle de 2017. En dehors de la fourniture des kits de campagne pour les candidats et des flux financiers qui font l'objet d'une enquête judiciaire, le bâtiment qui accueille Jeanne offre d'autres prestations. La présidente du Front national s'est ainsi rendue à plusieurs reprises au studio de prise de vues et de retransmission, aménagé rue des Vignes, pour l'enregistrement de certaines vidéos, comme pour des séances de questions-réponses avec les internautes.
Les locaux de 200 m2 sont animés par une poignée de fidèles, qui n'apparaissent pas dans les organigrammes du FN et travaillent loin de son siège officiel. Il s'agit d'un petit cercle de prestataires proches de Frédéric Chatillon : des conseillers en stratégie, en communication sur support papier ou informatique (sites web, vidéos, communication sur réseaux sociaux), des organisateurs d'événementiel (congrès, manifestations), une équipe vidéo :
- Axel Loustau, le trésorier de Jeanne, pilote la logistique. En 2013, il crée la société civile immobilière « Les Vignes », qui lui permet d'acquérir le rez-de-chaussée de l'immeuble du 16e arrondissement. Frédéric Chatillon compte parmi les actionnaires de cette SCI[4]. Axel Loustau a organisé avec Grégoire Boucher, catholique traditionaliste, la manifestation « Jour de colère » qui a vu défiler, à Paris en janvier 2014, l'extrême droite la plus radicale.
- Christophe Boucher, le frère de Grégoire Boucher et ami de vingt ans de Frédéric Chatillon (déjà associé avec lui en 2003, lors de la création de la revue Sentinel), est à la tête de Stream on fire, une société de captation vidéo qui réalise les retransmissions des meetings de la Présidente ou celle des rencontres du FNJ à Fréjus[4].
- Minh Tran Long, ancien militant de la FANE, groupuscule violent et néonazi dissous en 1980, pilote la société Patrouille de l'événement. Spécialisée dans l'événementiel, elle a pour client la ville de Fréjus[4].

En décembre 2014, Mathias Delstal de Marianne note : « Une nouvelle boîte de communication a fait son entrée dans la galaxie des prestataires proches de Marine Le Pen : e-Politic. » À la tête de la société, qui propose aux élus FN du Parlement européen de gérer leur « e-réputation », se trouve Paul-Alexandre Martin (proche de l’ancien président du Front national de la jeunesse et de la députée du Vaucluse, Marion Maréchal-Le Pen), mais « derrière ce cadre du FNJ, c’est en réalité Frédéric Chatillon, et sa bande, qui tire les ficelles », ajoute l'auteur de l'article. Les journalistes du Monde confirment que le groupe Erer contrôlé par Frédéric Chatillon est l'un des principaux actionnaires de e-Politic. Le 14 juillet 2016, le site Marine2017.fr, réalisé par e-Politic, est mis en ligne. Pour Marine Le Pen, il s'agit d'« Un nouvel outil essentiel pour la cause nationale ». 
En relevant ainsi la présence d'un cercle de partenaires tous liés à la nébuleuse des anciens « gudards », la presse a peu à peu révélé l'existence, autour de Frédéric Chatillon, de ce que Mediapart appelle la « GUD connection » ; un lien réel entre Jeanne et l'extrême droite radicale ; les termes de « néonazi » et « négationniste » utilisés par le journaliste Frédéric Haziza pour qualifier Frédéric Chatillon n'ont, par exemple, pas été jugés injurieux au cours de l'audience en référé qui les a opposés en février 2014.

## Affaire Jeanne
L'affaire Jeanne est une affaire politique et judiciaire, portant sur des soupçons d’escroquerie, de financement illégal de campagnes électorales, de recel d’abus de biens sociaux ou encore de faux et usages de faux concernant dix personnes physiques et morales, dont deux hauts dirigeants frontistes. Outre le Front national sont concernés l’un des vice-présidents du parti, Jean-François Jalkh, et le trésorier frontiste Wallerand de Saint-Just, mais aussi la société Riwal de Frédéric Chatillon, Axel Loustau et le micro-parti Jeanne. Cette affaire débute en 2012.
Dix personnes physiques ou morales sont renvoyées devant la 11e chambre correctionnelle du tribunal de Paris pour un procès qui se tient du 6 au 29 novembre 2019, et à l'issue duquel la dissolution du micro-parti — qui n'a plus d'activité — est demandée, tandis que plusieurs peines d'emprisonnement, d'inéligibilité et d'amendes sont requises contre les autres prévenus,,. Le tribunal rend sa décision le 16 juin 2020, avec un délai d'appel de vingt jours ; Axel Loustau est relaxé, tandis que les neuf autres personnalités sont condamnées à diverses peines. Le micro-parti Jeanne est, quant à lui, condamné à 300 000 euros d'amende (la moitié avec sursis) et à dédommager — in solidum avec MM. Chatillon, Jalkh et « deux autres protagonistes » — le préjudice de l'État, estimé « à quelque 860 000 euros. ».